# マーケティング史学会
| マーケティングしがっかい マーケティング史学会 |                                                                                                  |
| 英語名称                                      | Marketing History Society of Japan                                                               |
| 略称                                          | MHSJ                                                                                             |
| 専門分野                                      | 経営学系                                                                                         |
| 設立                                          | 1988年5月27日 （2018年11月3日・改名）                                                            |
| 会長                                          | 小原博（拓殖大学）                                                                               |
| 事務局                                        | 日本 〒577-8502 大阪府東大阪市小若江3-4-1 近畿大学経営学部 大内秀二郎 マーケティング史学会事務局 |
| 機関誌                                        | 『マーケティング史研究』 Japan Marketing History Review                                          |
| ウェブサイト                                  | website                                                                                          |

マーケティング史学会（マーケティングしがっかい、英：Marketing History Society of Japan)は、日本のマーケティング・流通学者・研究者・院生を対象とした学術組織である。
マーケティング、流通領域で歴史研究方法を重視している研究者を中心に、1988年（昭和63年）5月27日に「マーケティング史研究会」として発足。2018年（平成30年）5月の創立30周年を機に、同年11月3日にマーケティング史学会となる。「マーケティング史、マーケティング学説史等のマーケティングに関する歴史的研究を進め、その研究水準の向上と発展に寄与すること」を目的とする。
2022年3月より機関誌『マーケティング史研究』を発行。

## 概要
事務局：近畿大学経営学部 大内秀二郎研究室内
現会長は小原博（拓殖大学）。